# Trianaea
Trianaea é um género botânico pertencente à família Solanaceae.

## Espécies
- Trianaea naeka

1. ↑  «Trianaea — World Flora Online». www.worldfloraonline.org. Consultado em 19 de agosto de 2020